# Relations entre le Chili et la Roumanie
Les relations chilio-roumaines sont les relations étrangères entre le Chili et la Roumanie. Les relations diplomatiques entre les deux pays ont été établies le 5 février 1925[réf. nécessaire]. Les ambassades ont été établies dans les pays de l'autre cette année-là, mais les relations bilatérales ont été interrompues en 1943 à cause de la Seconde Guerre mondiale.
En 1965, les relations diplomatiques ont été renouées. Même si la plupart des pays du bloc de l'Est ont rompu leurs relations avec le Chili après 1973, la Roumanie a refusé de rompre les relations diplomatiques.
Le Chili a une ambassade à Bucarest et des consulats honoraires à Braşov et Cluj-Napoca. La Roumanie a une ambassade à Santiago.